# 30785 Greeley
30785 Greeley este un asteroid care intersectează orbita planetei Marte.

## Descriere
30785 Greeley este un asteroid care intersectează orbita planetei Marte. Asteroidul prezintă o orbită caracterizată de o semiaxă mare de 2,20 ua, o excentricitate de 0,35 și o înclinație de 5,4° în raport cu ecliptica.